# Verdi (spoorwegen)
De Verdi is een internationale trein op het traject  Dortmund - Bazel - Milaan. De Verdi is genoemd naar de Italiaanse componist Giuseppe Verdi.

## Eurocity
In 1991 werd in Duitsland de InterCityExpress (ICE) in gebruik genomen. In verband hiermee werd het langeafstandsverkeer gereorganiseerd waarbij ook de EuroCity diensten naar de buurlanden werden meegenomen. De EuroCity's van Basel naar het noorden van Duitsland werden deels overgenomen door ICE's via de hogesnelheidslijn tussen Hannover en Würzburg/Frankfurt/Main. De westelijke route via het Rijndal ten noorden van Frankfurt/Main was echter nog geen hogesnelheidslijn zodat het aantal Eurocity's via die route werd uitgebreid. 
De EC Verdi is op 2 juni 1991 in het EuroCity net opgenomen als verbinding tussen het Ruhrgebied en Italië via Zwitserland. Hierbij kreeg de trein de treinnummers EC4 en EC5. In augustus 2002 werd de Hogesnelheidslijn Köln - Rhein/Main in gebruik genomen, waarop de treindienst weer werd gereorganiseerd. Met ingang van de nieuwe dienstregeling op 14 december 2002 werden diverse EuroCity's, waaronder de EC Verdi, ten noorden van Bazel vervangen door ICE diensten. Het resterende deel tussen Basel en Milaan bleef bestaan.

## Cisalpino
De spoorwegmaatschappij Cisalpino exploiteerde de trein tot eind 2009, in die periode werden de namen van de treinen voorzien van het voorvoegsel Cisalpino. De dienst werd gereden met Pendolino treinstellen. De EC Cisalpino Verdi maakte, samen met de EC Cisalpino Tiziano en de EC Cisalpino Ticino deel uit van een trio op de route Bazel - Luzern - Milaan. De toegekende treinnummers zijn in volgorde van de dienstuitvoering, de even nummers vertrekken uit Milaan de oneven nummers uit Basel.  

### Route en dienstregeling
| EC 117 | land        | station         | km  | EC 108 |
| ------ | ----------- | --------------- | --- | ------ |
| 13:04  | Zwitserland | Basel SBB       | 0   | 16:51  |
| 13:32  | Zwitserland | Olten           |     | 16:25  |
| 14:21  | Zwitserland | Luzern          | 96  | 15:38  |
| 14:47  | Zwitserland | Arth-Goldau     |     | 15:08  |
| 16:36  | Zwitserland | Bellinzona      | 266 | 13:21  |
| 17:03  | Zwitserland | Lugano          | 295 | 12:53  |
| 17:28  | Zwitserland | Chiasso         | 321 | 12:12  |
| 17:52  | Italië      | Como            | 326 | 12:07  |
| 18:35  | Italië      | Milano centrale | 372 | 11:25  |

In december 2009 is Cisalpino opgeheven en is de exploitatie voortgezet door SBB en Trenitalia.